# 밤나무속
밤나무속(Castanea)은 참나무과에 속하는 속이다. 가시에 싸인 견과인 밤이 열린다.

## 하위 종
밤나무속에는 다음 종이 속해 있이며, 이 가운데 한반도에서 자라는 것은 밤나무와 약밤나무이다.
- 미국밤나무 (Castanea dentata)
- 밤나무 (Castanea crenata) - 한국밤나무
- 약밤나무 (Castanea mollissima) - 평양밤나무, 중국밤나무
- 유럽밤나무 (Castanea sativa)

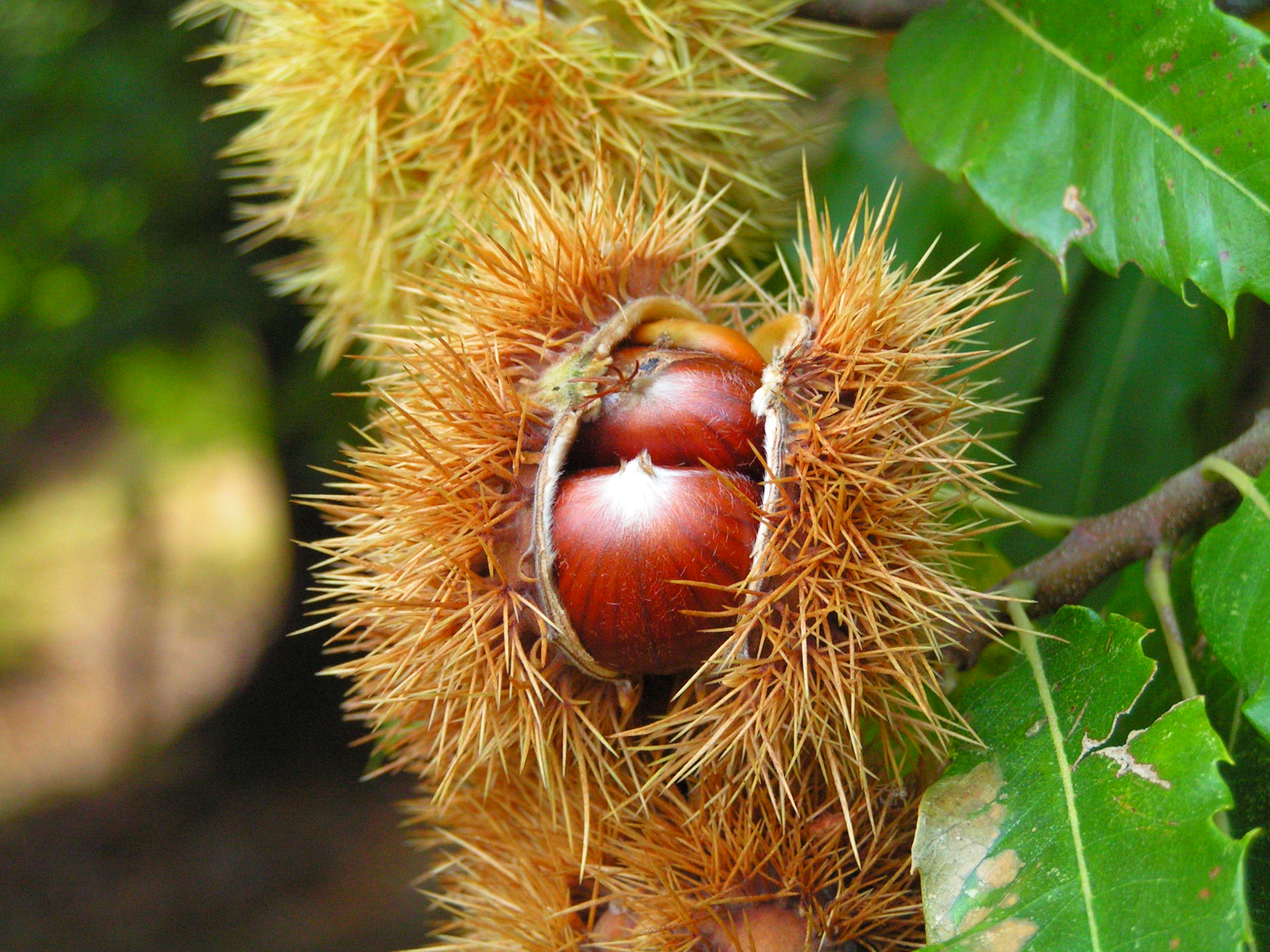
유럽밤나무의 열매.

- Castanea alnifolia
- Castanea henryi
- Castanea ozarkensis
- Castanea pumila
- Castanea seguinii

## 같이 보기
- 군밤